# Барселон-дю-Жер
Барселон-дю-Жер (фр. Barcelonne-du-Gers) — муниципалитет во Франции, в регионе Юг — Пиренеи, департамент Жер. Население составляет 1 311 человек (2009). Основан как бастида в 1316 году королём Филиппом V. В 1346 году бастида получила название Барселон. В период религиозных войн в 1569 и 1591 годах село было полностью уничтожено.